# Andaquí
L'andaquí est une langue amérindienne isolée parlée du XVIIe au XIXe siècle en Colombie.

## Extension géographique
Le territoire des Andaquíes s'étendait dans la forêt tropicale, délimité par la rivière Caquetá, son affluent le Caguán et les hautes terres de la vallée de la Magdalena.

## Histoire de la langue

### Une population en guerre
Les Andaquíes sont connus dans l'histoire pour leurs attaques acharnées contre le colonisateur espagnol et contre les Indiens soumis de la vallée supérieure de la Magdalena. Vers 1600, ils détruisent la ville de Simancas sur la Caquetá. Au XVIIIe siècle, ils s'en prennent systématiquement aux missiones établies sur cette même rivière, provoquant l'abandon de nombre d'entre elles. Les Indiens soumis aux colons, eux, fuient, en partie, vers l'Amazonie.
Les Andaquíes disparaissent de l'Histoire au cours du XIXe siècle.

### Origines
Les Andaquíes étaient pourtant peu nombreux. Leur acharnement contre tout ce qui est espagnol ou soumis à l'Espagnol, suggère, selon Adelaar, une origine d'Indiens ayant fui l'exploitation par des colons.

## Classification
L'andaquí est généralement considéré comme un isolat linguistique ou plus précisément comme une langue non classée. La langue nous est cependant connue par deux vocabulaires.
Le vocabulaire de la langue présente des termes proches du páez. Rivet (1924), en a fait sur cette base, une langue paezane. Pourtant, certains chercheurs voit dans les Andaquíes, une population mélangée, composée de Cofanes, de Pijaos et de Tucanoans.